# Hätte ich dich nicht getroffen ...
Hätte ich dich nicht getroffen ... (Originaltitel: Si no t'hagués conegut) ist eine spanische Science-Fiction-Drama-Serie, die erstmals am 15. Oktober 2018 auf dem katalanischen Fernsehsender TV3 ausgestrahlt wurde. Die Serie wurde später international über die Streaming-Plattform Netflix veröffentlicht.

## Inhalt
Die Serie erzählt die Geschichte von Eduard „Edu“ Martínez, einem erfolgreichen Geschäftsmann sowie liebenden Ehemann und Vater. Nachdem seine Frau Elisa und ihre Kinder bei einem tragischen Autounfall ums Leben kommen, wird Edu von Schuldgefühlen und Trauer überwältigt. In seiner Verzweiflung begegnet er der geheimnisvollen älteren Wissenschaftlerin Dr. Everest, die ihm eine unglaubliche Möglichkeit eröffnet. Durch eine experimentelle Technologie kann er alternative Realitäten bereisen, in denen er Entscheidungen anders getroffen hat.
Edu begibt sich auf eine emotionale und existenzielle Reise durch parallele Universen, um herauszufinden, ob es eine Version der Realität gibt, in der er Elisa nicht verloren hat oder sie gar nicht erst kennengelernt hat. Jede Realität konfrontiert ihn mit neuen Versionen von sich selbst, seinen Beziehungen und den Konsequenzen seiner Entscheidungen.

## Produktion
Die Serie wurde von Brutal Media produziert und in katalanischer Sprache gedreht. Regie führten unter anderem Kiko Ruiz Claverol und Joan Noguera. Die Ausstrahlung auf TV3 erfolgte 2018, Netflix  übernahm die internationale Veröffentlichung der Serie im Jahr 2019.

## Besetzung und Synchronisation
Die deutschsprachige Synchronisation entstand nach die Dialogbücher von Daniel Montoya, Joachim Kunzendorf und Nadine Zaddam sowie unter der Dialogregie von Daniel Montoya durch die Synchronfirma Berliner Synchron GmbH Wenzel Lüdecke.
| Rolle       | Schauspieler       | Synchronsprecher     |
| ----------- | ------------------ | -------------------- |
| Eduard      | Pablo Derqui       | Alexander Doering    |
| Elisa       | Andrea Ros         | Nicole Hannak        |
| Oscar       | Javier Beltrán     | Jannik Endemann      |
| Clara       | Paula Malia        | Wicki Kalaitzi       |
| Maria       | Montse Guallar     | Katharina Koschny    |
| Liz Everest | Mercedes Sampietro | Kornelia Boje        |
| Tante Donka | Bozena Paczkowska  | Michèle Tichawsky    |
| Orlando     | Konrad Eleryk      | Arne Hörmann         |
| Roman       | Manuel Dębicki     | Manuel Scheuernstuhl |

## Episodenliste
| Nr. (ges.) | Nr. (St.) | Deutscher Titel                          | Originaltitel                 | Erstausstrahlung Spanien | Deutschsprachige Erstveröffentlichung (D/A/CH) |
| ---------- | --------- | ---------------------------------------- | ----------------------------- | ------------------------ | ---------------------------------------------- |
| 1          | 1         | Hätte ich Sie nicht getroffen            | Si no l’hagués conegut        | 15. Okt. 2018            | 15. März 2019                                  |
| 2          | 2         | Der Schlüssel                            | La clau                       | 22. Okt. 2018            | 15. März 2019                                  |
| 3          | 3         | Sie kennen sich nicht                    | No es coneixeran              | 29. Okt. 2018            | 15. März 2019                                  |
| 4          | 4         | Ich hätte dich nicht kennenlernen sollen | No l’hauria hagut de conèixer | 5. Nov. 2018             | 15. März 2019                                  |
| 5          | 5         | Der Kuss                                 | El petó                       | 12. Nov. 2018            | 15. März 2019                                  |
| 6          | 6         | Ich gehe nicht hinein                    | No hi entro                   | 19. Nov. 2018            | 15. März 2019                                  |
| 7          | 7         | Sie ist es und sie ist es nicht          | És i no és                    | 26. Nov. 2018            | 15. März 2019                                  |
| 8          | 8         | Schmetterlingsflügel                     | Les ales d’una papallona      | 3. Dez. 2018             | 15. März 2019                                  |
| 9          | 9         | Wissenschaft oder Kunst                  | Ciències o lletres            | 10. Dez. 2018            | 15. März 2019                                  |
| 10         | 10        | Universum 0                              | Univers Zero                  | 17. Dez. 2018            | 15. März 2019                                  |